# Il gatto... e il cappello matto (videogioco)
Il gatto... e il cappello matto (The Cat in the Hat o talvolta Dr.Seuss' The Cat in the Hat) è un videogioco a piattaforme 2.5D del 2003 per PlayStation 2, Xbox, Microsoft Windows e Game Boy Advance. Le versioni per PlayStation 2 e Xbox sono state sviluppate da Magenta Software, mentre quelle per Windows e Game Boy Advance da Digital Eclipse. Tutte le versioni del gioco sono state pubblicate da Vivendi Universal Games. È basato sull'omonimo film del 2003, uscito poco dopo il gioco. Era prevista una versione per GameCube, ma è stata cancellata. La versione per Windows è compatibile con Windows 98, Windows ME, Windows 2000, Windows XP, Windows Vista e Windows 7. Non è compatibile con Windows 95 o versioni precedenti di Windows o Windows 8 e versioni successive.

## Trama
In una giornata tempestosa, Conrad (Chase Chavarria) e Sally (Andrea Bowen) sono confinati in casa mentre la madre è via. Il Gatto col Cappello (Chris Edgerly) arriva per portargli allegria, ma il loro vicino di casa, Larry Quinn (Fred Tatasciore), ruba il Lucchetto del Granchio che sigilla la cassa magica del Gatto, facendo sì che la magia trasformi il mobilio della casa in paesaggi surreali. Il Gatto si fa strada attraverso diverse fasi (oggetti domestici o stanze che sono state corrotte dalla magia) con la guida del pesce della famiglia (Nolan North), recupera la magia e insegue Larry Quinn, che cerca la magia per diventare immensamente potente. Dopo aver ripulito la casa dalla magia e aver sconfitto Larry Quinn, il Lucchetto del Granchio si riattacca alla cassa, sigillando la magia.
La trama della versione per Game Boy Advance è in gran parte la stessa, con l'eccezione che Conrad rimuove il lucchetto, poiché Larry Quinn non è presente.

## Modalità di gioco

### PlayStation 2, Xbox e Windows
Le versioni per PlayStation 2 e Xbox si presentano come un platform 2.5D in stile Klonoa 2: Lunatea's Veil. L'obiettivo principale del gioco è esplorare mondi e cacciare Quinn da essi mentre si raccoglie la magia sparsa. Sono presenti dieci livelli e tre combattimenti contro i boss (due nella versione per PC), inoltre c'è anche un livello bonus che può essere sbloccato completando le fasi bonus in ogni livello. Per attraversare questi livelli, il Gatto può saltare, planare con il suo ombrello, usare delle teleferiche, colpire il terreno con il suo ombrello e raccogliere nemici e melma esplosiva in bolle da usare come proiettili.
Il mondo hub in questo è gioco è la casa di Conrad e Sally. Tuttavia, quando il giocatore inizia una nuova partita, avrà accesso solo al soggiorno, poiché Conrad e Sally impediranno al Gatto di salire le scale e di entrare rispettivamente in cucina e in garage. Man mano che il giocatore completa i livelli, Conrad e Sally consentiranno al Gatto di accedere a quelle aree.
Il gioco utilizza un misuratore di salute rappresentato da una torta composta da quattro fette e una ciliegia in cima, con ogni fetta e la ciliegia che rappresentano un punto ferita. Se il Gatto si scontra con un nemico o un ostacolo, una fetta o la ciliegia vengono rimosse dal misuratore di salute. Quando tutte le fette la ciliegia sono sparite, il Gatto perde una vita. Se il Gatto perde tutte le vite, il gioco finisce. Se ciò accade, il giocatore può ricominciare il livello corrente dall'inizio o tornare alla schermata del titolo e ricominciare dall'ultimo punto di salvataggio.
Il gioco offre una varietà di oggetti da collezionare. Ogni livello presenta piccoli gruppi di magia, il cui valore varia in base al colore; se il giocatore raccoglie tutti i gruppi all'interno di un livello, l'aspetto di quest'ultimo nel mondo hub torna alla normalità. Raccogliendo tutta la magia presente nel gioco, il giocatore potrà assistere al vero finale, in cui la cassa viene sigillata. Oltre alla magia, sono presenti fette di torta che ripristinano la salute del Gatto e ciak che sbloccano clip del film da visualizzare nel menu una volta raccolti. Ogni livello contiene quattro chiavi rubate da Coso 1 e Coso 2. Raccogliendo tutte e quattro le chiavi, si sblocca la porta bonus alla fine del livello. Questa porta conduce a un breve segmento di gioco in cui il giocatore deve superare pericoli come oggetti rotanti, liquidi che salgono e raggi laser per raccogliere un po' di magia aggiuntiva e un cristallo bonus. I livelli bonus non sono accessibili nella versione per PC a causa delle limitazioni hardware dei computer dell'epoca. Quando il giocatore apre le porte bonus in questa versione, ottiene semplicemente magia e gemme. Quando un giocatore raccoglie una gemma in un livello, essa viene inserita in uno degli slot sul bordo dello specchio vicino al livello Orologio del Nonno nel mondo hub. Una volta raccolte tutte le gemme, si sblocca un livello bonus chiamato Specchio Mistico.

### Game Boy Advance
Oltre alle fasi platform, la versione per Game Boy Advance presenta quattro fasi in cui il giocatore si immerge per ottenere pezzi del Lucchetto Granchio. È anche presente una fase bonus in cui il Gatto guida la sua macchina pulitrice per catturare Coso 1 e Coso 2. Gli oggetti da collezione includono icone correlate al tema della fase e nemici che sono stati sconfitti.

#### Livelli
- L'orologio a pendolo: il primo livello del gioco funge come da tutorial dentro il cavo del orologio del nonno dove il pesce è onnipresente per ogni sezione.
- La pianta gattivora: il secondo livello si svolge in una stravagante mangrovia e una serra circondata da piante carnivore e repellentei per gli insetti. Inoltre vengono introdotti oggetti da teletrasporto per raggiungere scorciatoie separate come razzi e pedane disintegratici.
- Follia musicale: il terzo livello è una caotica sala da ballo piena di strumenti musicali viventi dov'è il Gatto avrà abbastanza filo da torcere in quanto abbastanza difficile rispetto ai primi 2 livelli.
- Telequinn: il primo campo da battaglia rappresentato come una centrifuga piena di schermi dov'è il Gatto farà il primo sconto con LarryQuin piazzato al centro mentre cammini in circolare per evitare il suo pattern d'attacco.
- Ghiaccio bollente: il quarto livello è il più longevo rispetto ai suoi precursori e successori. Il Gatto si ritrova dentro una innevata dispensa del frigorifero contenente pupazzi di neve malvagi, bobine compatte e cibo surgelato.
- Boiler a go go: il quinto livello è un miscuglio tra una fornace, una caldaia ed un vulcano. Il giocatore dovrà fare molti backtracking in viali diversi per raccogliere creature e rompere casse che bloccano i percorsi terminali al livello.
- Squish Squash: il sesto livello è ambientato nel seminterrato del bucato circondato da tubi intrecciati con altre cose e lavatrici di dimensioni titaniche dove il Gatto viaggia con il suo razzo dentro il vorticoso cestello.
- Caos meccanico: il settimo livello nel cofano dell'auto ti ritrovi in una terra composta da piastrelle di ferro. Il cielo è di un verde tossico e l'olio bollente funge da liquido pericoloso dopo la lava e l'acqua insaponata.
- Barbequinn: il secondo campo di battaglia con LarryQuinn si svolge in un posto molto simile a boiler a go go. LarryQuinn ora sgancia dei proiettili che piombano da sopra per colpire il Gatto o le creature casuali.
- Chimica del caos: l'ottavo livello si svolge in un tavolo da lavoro con credenziali e fiale contenenti sostanze tossiche. In questo livello viene introdotto un nemico che spara dal basso colpendo facilmente il Gatto a meno che non si ripari con il suo ombrello.
- Una vasca da guai: il nono livello si svolge dentro una paradisiaca terra torneggiata da spugne, paper e barchette di gomma, gonfiabili e piastrelle che adornano l'ambiente. Il Gatto deve fare attenzione agli squali meccanici che temporaneamente potrebbero colpirti durante il tragitto con le teleferiche.
- Avventura in soffitta: un luogo tetro, buio e spaventoso. questo è l'ultimo livello del gioco (penultimo prima del livello bonus). Il Gatto dovrà farsi strada stando attento ai trenini giocattolo.
- Quinn a Giocattolandia: l'ultimo scontro con LarryQuin si svolge in una terra ultraterrena con una vasta duna sabbiosa che copre metà dei giocattoli. La battaglia non è più su una strada connessa ma su una serie di piccole piattaforme galleggianti.
- Specchio mistico: l'ultimo livello è un chiaro riferimento al film durante la scena nel quale Quinn veniva ingannato da una falsa immagine del mobilio normale della casa ed è la parte dove sia il Gatto che i 2 bambini devono trovare la cassa che ha rilasciato la magia.

## Accoglienza
Il gatto... e il cappello matto ha ricevuto recensioni contrastanti, ad eccezione delle versioni per PC e Game Boy Advance, che hanno ricevuto recensioni sfavorevoli.
GameZone ha assegnato alla versione per Windows un punteggio complessivo di 8/10, lodando il gameplay come divertente e facile, la grafica come "luminosa e vivida" e la colonna sonora come "orecchiabile", affermando che la presentazione "cattura l'essenza di Seuss" meglio del film. Tuttavia, ha criticato i livelli in quanto "tendono ad essere molto simili l'uno all'altra", gli sfondi in quanto "pixelati" e il contenuto in quanto ordinario.
Computer and Video Games ha assegnato al gioco un punteggio di 3,0/10 e lo ha definito "una spudorata operazione di incasso", "solo spazzatura", "un grande mucchio di letame..." e "adatto alla lettiera".
PC Gamer UK gli ha dato un 9%, definendolo "un effluvio fumante" e il peggior gioco platform che abbia mai giocato. Ha criticato le presentazioni del Gatto definendole "fastidiose", ha citato i bug riscontrati nel gioco come i problemi di collisione, si è lamentato della scarsa progettazione dei livelli e ha definito la grafica "scialba" e obsoleta.
GameSpot ha assegnato alla versione per Game Boy Advance un punteggio di 3,8/10, definendo giochi come questo "il motivo per cui i giochi su licenza hanno una reputazione così negativa". Il gioco "non è divertente da giocare", definendo il gameplay noioso e poco fantasioso. Ha elogiato la grafica come "piacevole per gli occhi", ma ha definito il design del suono poco brillante. Ha concluso che Vivendi "ha perso una grande occasione" e l'ha definito "solo un generico gioco di punch-and-run".